# Crocidophora fasciata
Crocidophora fasciata là một loài bướm đêm trong họ Crambidae.